# 天门北站
天门北站，位于中华人民共和国湖北省天门市皂市镇红花堰村，是长荆铁路上的火车站，建于2002年，现由中国铁路武汉局集团管辖。

## 历史
- 建于2002年，时名为天门站。
- 2024年11月20日，因沪渝蓉高速铁路新建高铁车站命名天门站而改名为天门北站[2]。